# Yonashiro Tomoki
Yonashiro Tomoki (sinh ngày 25 tháng 1 năm 2001) là một cầu thủ bóng đá người Nhật Bản.

## Sự nghiệp câu lạc bộ
Yonashiro Tomoki hiện đang chơi cho FC Ryukyu.